# Szaleńcy (film 1928)
Szaleńcy (tyt. altern. My pierwsza brygada) – polski niemy film fabularny z 1928 r. w reż. Leonarda Buczkowskiego.

## O filmie
Pod koniec 1928 r. film został nagrodzony Grand Prix i Złotym Medalem podczas Wystawy w Paryżu. Informacja taka pojawiała się jednak jedynie w tekstach reklamowych. Ponieważ w Paryżu nie odbywała się w 1928 roku żadna większa wystawa, należy uznać, że był to jedynie chwyt marketingowy. W 1934 r. film ponownie wszedł na ekrany w wersji udźwiękowionej (muzykę opracował Tadeusz Górzyński). Okazją była 20. rocznica wymarszu Pierwszej Kompanii Kadrowej Legionów Polskich. Film zachował się do dziś w kilku kopiach. Niemal kompletne są kopie nadesłane do Filmoteki Narodowej - Instytutu Audiowizualnego ze Stanów Zjednoczonych w angielsko-polskim opracowaniu. We fragmentach zachowały się natomiast kopie polskojęzyczne.
W latach 2014–2018 istniejące kopie zestawiono ze sobą, by uzyskać jak najpełniejszą wersję i poddano rekonstrukcji cyfrowej.
Plenery: Poznań, poligon w Biedrusku (koło Poznania).

## Obsada
- Jerzy Kobusz – Filipek
- Marian Czauski – student Jerzy Recki
- Irena Gawęcka – Zofia
- Aleksander Starża – Kazik, brat Zofii
- Bolesław Szczurkiewicz – Jan Łoniewski, ojciec Zofii i Kazika, obywatel ziemski
- Marek Ożóg – oficer rosyjski

## Fabuła

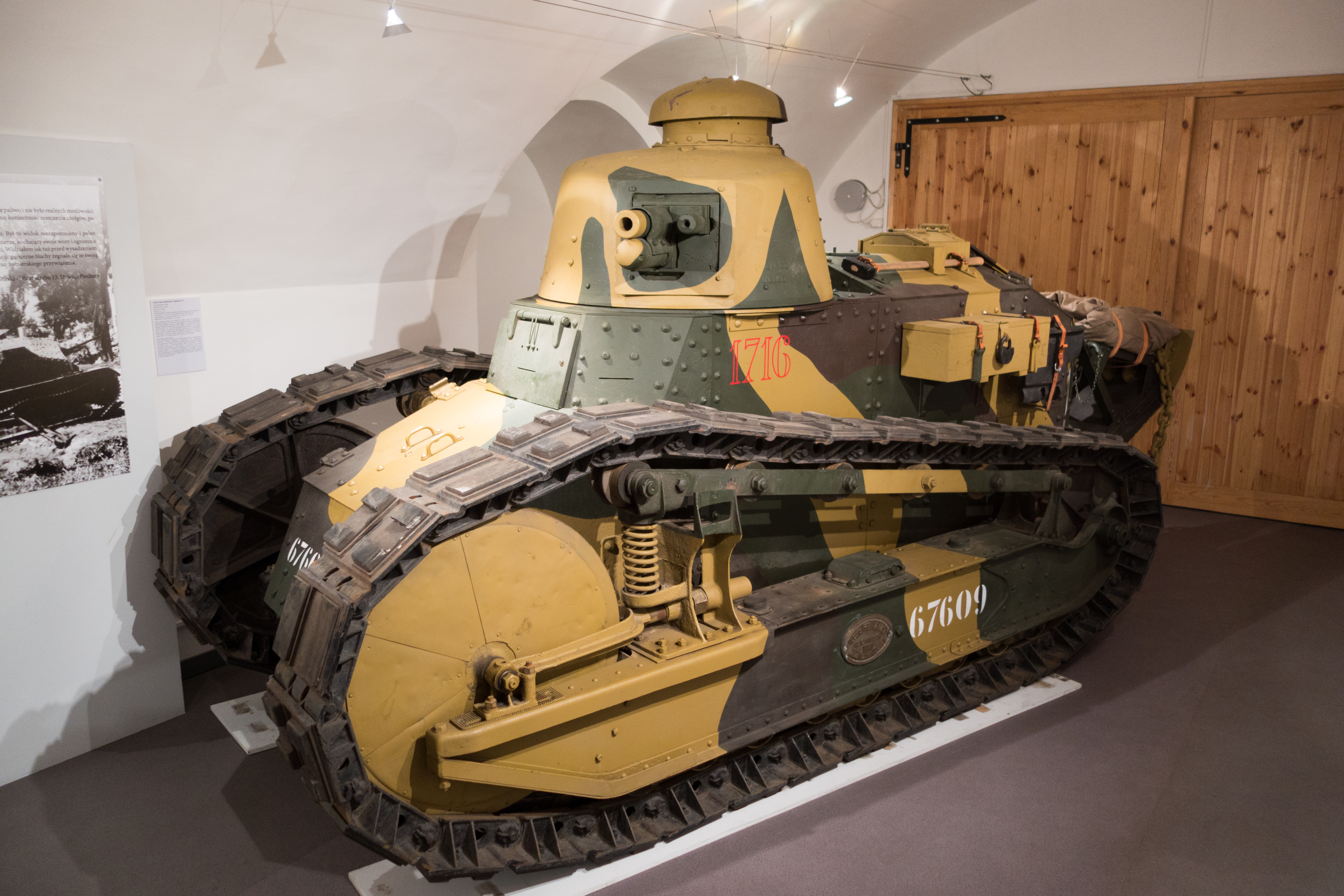
Renault FT, czołgi tego typu użyto w scenach batalistycznych filmu

Rok 1914, wybucha I wojna światowa. Młody Polak Filipek, pracownik krakowskiej winiarni, udaje się do biura werbunkowego, by zaciągnąć się do Legionów. Tam poznaje studenta Jerzego. Obaj chcą walczyć o wolność Polski i już jako żołnierze trafiają na front rosyjski. Podczas walki z Rosjanami Jerzy zostaje ranny, a Filipek donosi go do pobliskiego dworu. Ziemianin odprawia obu legionistów - „szaleńców”, ale jego córka ukrywa rannego w swym pokoju. Niespodziewanie do dworu na kwaterę przybywają rosyjscy żołnierze. Syn właściciela dworu wymyka się nocą i sprowadza legionistów, którzy potajemnie ewakuują przez okno rannego Jerzego. Niestety, wcześniej jeden z rosyjskich oficerów dostrzegł przez okno leżącego Jerzego, jednak udaje się obrócić jego spostrzeżenie na przywidzenie spowodowane wypitym alkoholem. Kazik dołącza do Legionów i odtąd walczą wszyscy trzej razem, bijąc Rosjan. Zofia pracuje w szpitalu wojskowym. Legioniści przechodzą przez kryzys przysięgowy w 1917 roku, kończy się I wojna światowa, jednak wybucha wojna polsko-bolszewicka. W końcu Kazik ginie, ale Polska uzyskuje niepodległość.